# Kobylany (przystanek kolejowy)
Kobylany – Przystanek osobowy w Kobylanach, w województwie lubelskim, w Polsce otwarty w 1997 roku.

## Ruch pasażerski[2]
| Rok  | Wymiana pasażerska na dobę |
| ---- | -------------------------- |
| 2017 | 20-49                      |
| 2018 | 10-19                      |
| 2019 | 20-49                      |
| 2020 | 10-19                      |
| 2021 | 10-19                      |
| 2022 | 20-49                      |
| 2023 | 20-49                      |

## Połączenia
- Dęblin
- Łuków
- Terespol
- Warszawa Zachodnia